# Trosky (Minnesota)
Trosky es una ciudad ubicada en el condado de Pipestone en el estado estadounidense de Minnesota. En el Censo de 2010 tenía una población de 86 habitantes y una densidad poblacional de 20,1 personas por km².

## Geografía
Trosky se encuentra ubicada en las coordenadas 43°53′17″N 96°15′10″O / 43.88806, -96.25278. Según la Oficina del Censo de los Estados Unidos, Trosky tiene una superficie total de 4.28 km², de la cual 4.28 km² corresponden a tierra firme y (0.06%) 0 km² es agua.

## Demografía
Según el censo de 2010, había 86 personas residiendo en Trosky. La densidad de población era de 20,1 hab./km². De los 86 habitantes, Trosky estaba compuesto por el 95.35% blancos, el 0% eran afroamericanos, el 1.16% eran amerindios, el 3.49% eran asiáticos, el 0% eran isleños del Pacífico, el 0% eran de otras razas y el 0% pertenecían a dos o más razas. Del total de la población el 0% eran hispanos o latinos de cualquier raza.